# XAML
Extensible Application Markup Language ou XAML (pronuncia-se zammel em inglês ou zimel em português; [ˈzæmɫ̩])  é uma linguagem de marcação declarativa feita para facilitar a criação de interfaces em aplicações WPF, UWP .

## Sobre
O XAML foi criado em 2008 pela Microsoft para auxilar o desenvolvimento de interfaces de programas para o Windows. Antes de sua criação para se criar uma interface no Visual Studio era usado o próprio código fonte da GUI.
A linguagem é muito usada em aplicações .NET Framework 3.0 & .NET Framework 4.0, Numa típica forma de uso, os ficheiros XML serão produzidos por uma ferramenta de desenho visual, tal como o Visual Studio .NET. O XML resultante será geralmente compilado, apesar de também ser possível a interpretação em tempo de execução.
Tem sido dito, erradamente, que o XAML é uma sucessora do HTML. Tal afirmação está incorreta. O XAML não suporta, por exemplo, formulários para enviar informação, capacidade extremamente necessária para que possa substituir o HTML.[carece de fontes?]
O HTML não tem previsão de ser substituído pelo XAML. É mais provável que uma versão mais nova do HTML, que seja compatível com sites existentes, seja criada.

## Exemplos
Um código de um botão simples ficaria assim:
```
<Button Click="ButtonClick">Show updates</Button>
```

Criação de um texto dizendo "Hello, XAML!":
```
<ContentPage xmlns="
http://xamarin.com/schemas/2014/forms
"
             xmlns:x="
http://schemas.microsoft.com/winfx/2009/xaml
"
             x:Class="XamlSamples.HelloXamlPage"
             Title="Hello XAML Page">
    <ContentPage.Content>

        <Label Text="Hello, XAML!"
                VerticalOptions="Center"
                HorizontalTextAlignment="Center"
                Rotation="-15"
                IsVisible="true"
                FontSize="Large"
                FontAttributes="Bold"
                TextColor="Blue" />

    </ContentPage.Content>
</ContentPage>
```

{{fo